# Katastrofa lotu National Airlines 102
Katastrofa lotu National Airlines 102 – 29 kwietnia 2013 na terenie amerykańskiej bazy lotniczej Bagram doszło do katastrofy samolotu transportowego Boeing 747-428BCF z oznaczeniem N949CA amerykańskiej firmy przewozowej National Airlines. Wszystkich siedmiu członków załogi zginęło.

## Przebieg wypadku
Katastrofa nastąpiła wkrótce po starcie. Jej przebieg został zarejestrowany przez kamerę samochodową i motocyklistę. Na filmie można zobaczyć, jak samolot wznosi się pod bardzo dużym kątem, doznaje przeciągnięcia i spada na ziemię. Zderzeniu z ziemią towarzyszy kula ognia.

## Przyczyna
Opublikowany w lipcu 2015 roku raport końcowy komisji Narodowej Rady Bezpieczeństwa Transportu (NTSB) stwierdza, że do katastrofy doszło na skutek uszkodzenia mechanizmu regulacji statecznika poziomego oraz dwóch (z czterech) systemów hydraulicznych samolotu, co w konsekwencji doprowadziło do utraty sterowności. Uszkodzenie zostało wywołane przez przemieszczenie się ładunku – przynajmniej jednego z pięciu przewożonych pojazdów opancerzonych MRAP. Ustalono, że kilka sekund po starcie, ostatni załadowany pojazd M-ATV o masie 12 ton, zerwał się z mocujących go pasów i uderzył w tylną gródź, uszkadzając znajdujące się za nią: mechanizm sterowania, dwa systemy hydrauliczne oraz tzw. czarną skrzynkę, która w tym momencie przestała zapisywać dane.
Śledztwo wykazało, że o ile transport pięciu pojazdów opancerzonych (dwóch M-ATV i trzech transporterów Cougar) spełniał wymagania dotyczące masy i jej rozkładu w ładowni Boeinga 747, to jednak specyfika ładunku wykluczała przeprowadzenie takiej operacji. Zgodnie ze specyfikacją załadunku dla Boeinga 747, wydaną zarówno przez firmę Boeing (producenta samolotu) oraz Telair (producenta systemu obsługi ładunku w ładowni), obiekty wyższe niż 96 cali oraz będące wystarczająco sztywne by zdeformować kadłub samolotu przy przeciążeniu 9 g, muszą być transportowane przy zastosowaniu szeregu ograniczeń zapewniających bezpieczeństwo lotu. Analizy Boeinga i Telair wykonane na potrzeby śledztwa wykazały, że tylko jeden pojazd opancerzony mógł być bezpiecznie transportowany na pokładzie, przy użyciu 60 pasów transportowych o wytrzymałości min. 2.2 t (w feralnym locie użyto 24 pasów do zamocowania M-ATV i 26 do zamocowania Cougara). Wytyczne obu producentów nie znalazły się w instrukcji załadunku National Airlines.
Raport NTSB określił, że przyczyną katastrofy były nieodpowiednie procedury National Airlines dotyczące zabezpieczenia nietypowego ładunku. W ich wyniku niedostatecznie przymocowano transportowany pojazd. Współodpowiedzialnością za katastrofę obarczono Federalną Administrację Lotnictwa (FAA), która niewystarczająco nadzorowała procedury załadowcze National Airlines.

## Obywatelstwo załogi
| Kraj              | Pasażerowie | Załoga | Razem |
| ----------------- | ----------- | ------ | ----- |
| Stany Zjednoczone | –           | 7      | 7     |
| Razem             | –           | 7      | 7     |

## Podobne katastrofy
W podobny sposób doszło do katastrofy samolotu Douglas DC-8 linii Fine Air (lot 101) również tuż po starcie 7 sierpnia 1997 roku, na skutek nieprawidłowego załadunku i w konsekwencji przeciążenia samolotu.